# MRTA
Movimento Revolucionario Tupac Amaru (MRTA) - revolucionarni pokret započet 1984. kao militantna organizacija s ciljem podizanja komunističke revolucije u Peruu.

## Poveznice
- Kriza u japanskom veleposlanstvu